# Estudi op. 10, núm. 1 (Chopin)

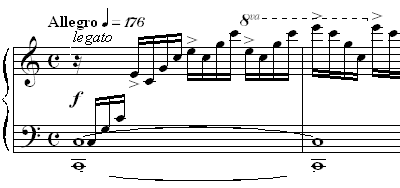
Fragment de l'Estudi op. 10, núm. 1 en do mayor.

L'Estudi op. 10, num. 1, en do major, és el primer dels Estudis op. 10 per a piano de Frédéric Chopin. També és conegut amb el nom de "La cascada" (en francès original: "La cascade") o el de "Les escales" (en francès: "Les escaliers"). El va compondre l'any 1829 i el va publicar per primera vegada el 1833 juntament amb la resta d'estudis opus 10; la publicació es va fer de manera simultània a França, Anglaterra i Alemanya.
Es tracta d'un estudi creat per practicar arpegis i la tècnica de l'obertura de la mà dreta, que canvia de posició d'estar fent intervals molt amplis amb la mà molt oberta a intervals petits amb la mà més aviat tancada. La seva escriptura és bastant simple, però harmònicament és d'un gran virtuosisme.
En una nota preliminar a l'edició del 1916 de Schirmer, el crític musical americà James Huneker (1860-1921) va comparar "l'encanteri hipnòtic" que els seus "vertiginosos ascensos i descensos provoquen en la vista així com en l'oïda" amb les aterridores escales dels quadres de la Carceri d'invenzione del pintor Giovanni Battista Piranesi.
º

## Estructura
| "Estudi op. 10, núm. 1"                                    |
|                                                            |
| Interpretació de Martha Goldstein en un piano Érard (1851) |
|                                                            |
| "Estudi op. 10, núm. 1"                                    |
|                                                            |
| Interpretació de Carlos Gardels. Per cortesia de Musopen   |
|                                                            |

La indicació de tempo i caràcter és Allegro i la tonalitat és de do major. Les primeres edicions d'Anglaterra, França i Alemanya indiquen un temps de compàs de quatre per quatre (4/4), però en realitat en els manuscrits de Chopin es pot veure que el temps marcat és de dos per dos (2/2).
La mà dreta ha de fer front durant tota la peça a extensos arpegis de semicorxera en unes escales musicals que van modulant. La mà esquerra, per la seva banda, toca una greu melodia en intervals d'octava lents i monòtons.

## Variacions
Leopold Godowsky, en els seus Cinquanta-tres estudis sobre els estudis de Chopin, va transcriure una versió diatònica d'aquest estudi però per a una sola mà. La segona versió, que està escrita en re bemoll major, es toca només amb la mà esquerra.